# 促進母乳餵哺委員會
促進母乳餵哺委員會（英語：Committee on Promotion of Breastfeeding）是香港於2014年4月由食物及衞生局成立的委員會。委員會會就進一步加強推廣、維護及支持母乳餵哺向政府提供具體建議，目標是提高母乳餵哺的持續性，並令母乳餵哺成為社會大眾接受的育嬰模式。  現任主席是徐德義醫生。 

## 歷任主席
- 陳肇始教授，JP
- 徐德義醫生，JP